# Macrocypria sarsi
Macrocypria sarsi is een mosselkreeftjessoort uit de familie van de Macrocyprididae. De wetenschappelijke naam van de soort is voor het eerst geldig gepubliceerd in 1912 door Müller.